# Loco Suelto
Loco Suelto fue una banda argentina independiente formada en 2004 por el actor Facundo Espinosa, originalmente como un dúo de pop rock junto a Mariano Mere. En su última etapa fue un power trio completado con Hernán Ferreyrola y Federico Delfino.

## Biografía
Mariano Mere (teclista y arreglador de la cantante argentina Patricia Sosa) y Facundo Espinosa se conocieron en 2003 un billar de Ramos Mejía y formaron Loco Suelto.
Antes de lanzar su primer álbum homónimo, ambos participaron de la composición de los temas del disco Lija y Terciopelo de Patricia Sosa, editado en 2007. También participaron en la composición de las cortinas musicales de Femenino masculino, Showmatch y Dromo.
A fines de 2007 lanzan su disco homónimo con Andrés Dulcet (Fabiana Cantilo, Nito Mestre, Negro García López) en bajo y con Silvio Ottolini (Manuel Wirtz) en batería. La presentación del primer disco fue en el Velma Café.
En 2009, se aleja de la banda Mariano Mere y Facundo forma junto a Juan Pablo Rufino (hijo de Machi Rufino), que después sería reemplazado por Hernán Ferreyrola, y Federico Delfino (hijo de Mónica Delfino) un power trío más acorde a su estilo. En 2010 participan del recital solidario organizado por Luis Alberto Spinetta y la fundación "Conduciendo a Conciencia" en el Luna Park a 4 años de la tragedia de Ecos.
En 2010 hicieron la música para la película Sudor frío, y a principios de 2012 lanzan su segundo álbum de manera gratuita desde la página oficial de la banda; el único single Tropecé contó con la participación de Chizzo (La Renga).
En 2012 Facundo Espinosa vuelve a formar una nueva banda pero esta vez bajo el nombre de Huachu.

## Discografía
| Título      | Detalles                                                                              |
| ----------- | ------------------------------------------------------------------------------------- |
| Loco Suelto | - Lanzamiento: 26 de diciembre de 2007 - Sello: Leader Music - Formatos: CD           |
| Loco Suelto | - Lanzamiento: 6 de enero de 2012 - Sello: Independiente - Formatos: Descarga digital |

## Bandas sonoras
- Dromo (2009); cortina musical.
- Tarde negra (2009); cortina musical.
- Tarde negra (2010); cortina musical.
- Sudor frío (2011)

## Miembros
Loco Suelto
- Facundo Espinosa: Voz y Guitarra (2004–2012)
- Mariano Mere: Segunda voz y teclado (2004–2009)
- Federico Delfino: Batería (2009–2012)
- Juan Pablo Rufino: Bajo (2009)
- Hernán Ferreyrola: Bajo (2010–2012)

Músicos invitados
- Andrés Dulcet: Bajo (2004–2008)
- Silvio Ottolini: Batería (2004–2008)

## Videos musicales
- Rayo de luna (2008) - Dir. Gabriel Condron
- Tropecé (2011) - Dir. Facundo Espinosa